# いわき市消防本部
いわき市消防本部（いわきししょうぼうほんぶ）は、福島県いわき市の消防部局（消防本部）である。

## 沿革
- 1949年7月　平市消防署を開設する。
- 1951年7月　磐城市消防署を開設する。
- 1955年7月　常磐市消防署を開設する。
- 1957年10月　勿来市消防署を開設する。
- 1960年8月　磐城市消防署分遣所を開設する。
- 1962年12月　内郷市消防署を開設する。
- 1966年10月　5市4町5村が新設合併し、いわき市が発足する。いわき市消防本部が5署（平消防署・磐城消防署・勿来消防署・常磐消防署・内郷消防署）1分遣所（江名分遣所）体制で発足する。
- 1967年10月　平消防署・磐城消防署で救急業務を開始する。
- 1968年11月　勿来消防署・常磐消防署で救急業務を開始する。
- 1969年10月　四倉分駐所・窪田分駐所を開設する。
- 1969年11月　勿来消防署が移転する。
- 1970年5月　四倉分駐所・窪田分駐所が分遣所に昇格する。
- 1970年8月　遠野分駐所を開設する。
- 1970年9月　いわき市消防音楽隊が発足する。
- 1971年8月　遠野分駐所が分遣所に昇格する。泉分駐所を開設する。内郷消防署で救急業務を開始する。
- 1972年8月　泉分駐所が分遣所に昇格する。小川分駐所を開設する。四倉分遣所で救急業務を開始する。
- 1973年3月　消防本部が移転する。
- 1973年6月　小川分駐所が分遣所に昇格する。三和分駐所を開設する。
- 1974年10月　三和分駐所が分遣所に昇格する。川前分駐所・田人分駐所を開設する。
- 1975年10月　田人分駐所が分遣所に昇格する。
- 1976年6月　川前分駐所が分遣所に昇格する。
- 1979年10月　磐城消防署が移転する。
- 1980年7月　磐城消防署を小名浜消防署に改称する。
- 1983年8月　消防本部・平消防署合同庁舎が竣工し現在地に移転する。
- 1984年7月　泉分遣所・窪田分遣所を廃止する。
- 1988年4月　四倉分遣所が分署に昇格する。
- 1993年2月　初の高規格救急車を平消防署に配備する。
- 1997年4月　遠野分遣所で救急業務を開始する。
- 1998年4月　三和分遣所で救急業務を開始する。
- 1999年4月　小川分遣所・江名分遣所で救急業務を開始する。
- 2002年4月　中央台分遣所を開設する。
- 2008年6月　岩手宮城内陸地震に緊急消防援助隊を派遣。
- 2009年6月　県内で2隊目の高度救助隊が発足する。
- 2011年3月 東日本大震災に出場する。
- 2014年4月  江名分遣所が移転する。
- 2024年12月16日 内郷消防署が内郷高坂町に新築移転し供用開始[1]。

## 組織
- 本部－総務課、予防課、警防課、指令課
- 消防署

## 主力機械
令和3年4月1日現在
- 消防ポンプ車：17
- 水槽付消防ポンプ車：3
- 化学車：3
- 大型化学高所放水車：1 （二点セット）
- 泡原液搬送車：1（二点セット）
- 小型動力ポンプ付水槽車：1
- はしご車：3
- 救助工作車：3
- 泡原液搬送車：1
- 重機及び重機搬送車：1
- 査察広報車等：18
- 指揮車：9
- 高規格救急車：13
- 救急車（予備）：2
- 水難救助車：1
- 支援車：1
- 資機材搬送車：1
- 連絡車等：3

## 消防署
| 消防署       | 住所                  | 分署                    | 分遣所                                                                        |
| ------------ | --------------------- | ----------------------- | ----------------------------------------------------------------------------- |
| 平消防署     | 平字正内町22          | 四倉：四倉町字東4-132-1 | 中央台：中央台飯野4-9-1 小川：小川町上小川字片石田67-1 川前：川前町字五林29-1 |
| 小名浜消防署 | 小名浜字山神北39-2    | なし                    | 江名：江名字藪倉156-1                                                         |
| 勿来消防署   | 錦町大島1             | なし                    | 田人：田人町旅人字下平石137-1                                                 |
| 常磐消防署   | 常磐関船町上関28-1    | なし                    | 遠野：遠野町根岸字白幡40-1                                                    |
| 内郷消防署   | 内郷高坂町四方木田189 | なし                    | 三和：三和町下市萱字堀ノ内246-2                                               |